# Lindsaea multisora
Lindsaea multisora är en ormbunkeart som beskrevs av Cornelis Rugier Willem Karel van Alderwerelt van Rosenburgh. Lindsaea multisora ingår i släktet Lindsaea och familjen Lindsaeaceae. Inga underarter finns listade.